# Sven Kramer
Sven Kramer (født 23. april 1986 i Heerenveen) er en hollandsk skøjteløber.

## Personlige rekorder
| Afstand      | Tid      | Rec.               | Dato              | By                                         | Løb                          |
| ------------ | -------- | ------------------ | ----------------- | ------------------------------------------ | ---------------------------- |
| 500 meter    | 36,17    |                    | 27. december 2009 | Thialf, Heerenveen, Holland                | Olympisch Kvalifikation 2010 |
| 1000 meter   | 1.09,77  |                    | 28. februar 2015  | Olympic Oval, Calgary Canada               |                              |
| 1500 meter   | 1.43,54  |                    | 11. december 2009 | Utah Olympic Oval, Salt Lake City USA      | VM 2009-2010                 |
| 3000 meter   | 3.37,45  |                    | 7. oktober 2017   | Max Aicher Arena, Inzell Tyskland          | International Trainingsløb   |
| 5000 meter   | 6.03,32  | Nederlandsk record | 17. november 2007 | Olympic Oval, Calgary Canada               | VM 2007-2008                 |
| 10.000 meter | 12.38,89 | Nederlandsk record | 11. februar 2017  | Gangneung Science Oval, Gangneung Sydkorea | WM Afstande 2017             |

## Meritter
| Olympiske leger 2006 – Torino 5000 m: 2. plads Hold: 3. plads 1500 m: 15. plads 10.000 m: 7. plads 2010 – Richmond, Vancouver 5000 m: 1. plads Hold: 3. plads 1500 m: 13. plads 10.000 m: Diskvalificeret 2014 – Sotji 5000 m: 1. plads Hold: 1. plads 10.000 m: 2. plads 2018 – Pyeongchang 5000 m: 1. plads Hold: 3. plads Massestart: 16. plads 10.000 m: 6. plads Allround-VM 2005 – Moskva: 3. plads 2006 – Calgary: 3. plads 2007 – Heerenveen: 1. plads 2008 – Berlin: 1. plads 2009 – Hamar: 1. plads 2010 – Heerenveen: 1. plads 2012 – Moskva: 1. plass VM enkeltdistancer 2007 – Salt Lake City: 5000 m: 1. plads 10.000 m: 1. plads Lavtempo: 1. plads 2008 – Nagano: 5000 m: 1. plads 10.000 m: 1. plads 1500 m: 2. plads Lavtempo: 1. plads 2009 – Richmond: 1500 m: 8. plads 5000 m: 1. plads 10.000 m: 1. plads Lavtempo: 1. plads EM 2005 – Heerenveen: 2. plads 2006 – Hamar: 4. plads 2007 – Collabo: 1. plads 2008 – Kolomna: 1. plads 2009 – Heerenveen: 1. plads 2010 – Hamar: 1. plads 2012 – Budapest: 1. plads 2013 – Heerenveen: 1. plads VM junior 2004 – Roseville: 2. plads 2005 – Seinäjoki: 1. plads Nederlandske mesterskab Allround: 1. plads 2005, 2007, 2008, 2009 1500 m: 1. plads 2007, 2009; 3. plads 2006, 2008 5000 m: 1. plads 2007, 2008, 2009, 2010; 2. plads 2006 10.000 m: 1. plads 2007, 2008, 2009, 2010; 2. plads 2006 | Verdenscup 2004/05 Sammenlagt, 5000/10.000 m: 12. plads 2005/06 Salt Lake City, 5000 m: 1. plads Heerenveen 2, 5000 m: 1. plads Sammenlagt, 5000/10.000 m: 2. plads 2006/07 Heerenveen 1, 5000 m: 1. plads Berlin, 5000 m: 1. plads Torino, 5000 m: 1. plads Erfurt, 10.000 m: 1. plads Calgary, 5000 m: 1. plads Sammenlagt, 5000/10.000 m: 1. plads Sammenlagt, 1500 m: 22. plads 2007/08 Salt Lake City, 5000 m: 2. plads Calgary, 10.000 m: 1. plads Heerenveen 1, 1500 m: 1. plads Heerenveen 1, 5000 m: 1. plads Hamar, 1500 m: 2. plads Heerenveen 2, 5000 m: 1. plads Sammenlagt, 5000/10.000 m: 2. plads Sammenlagt, 1500 m: 7. plads 2008/09 Berlin, 5000 m: 1. plads Berlin, 1500 m: 1. plads Heerenveen 1, 5000 m: 1. plads Erfurt, 5000 m: 1. plads Heerenveen 2, 10.000 m: 1. plads Salt Lake City, 5000 m: 1. plads Sammenlagt, 5000/10.000 m: 1. plads Sammenlagt, 1500 m: 8. plads 2009/10 Berlin, 5000 m: 1. plads Heerenveen 1, 5000 m: 1. plads Hamar, 10.000 m: 1. plads Calgary, 5000 m: 1. plads Sammenlagt, 5000/10.000 m: 4. plads Sammenlagt, 1500 m: 27. plads |  |